# Guilherme d'Oliveira Marques
Pour les articles homonymes, voir Oliveira et Marques (homonymie).
Guilherme d'Oliveira Marques (12 octobre 1887 au Brésil - 15 mai 1960 à Léopoldville dans le Congo belge (actuelle Kinshasa en République démocratique du Congo) est un peintre et un sculpteur portugais. Il est considéré comme l'un des pères de la peinture africaine[réf. nécessaire]. Il est enterré dans le cimetière de la Ngombé à Kinshasa.

## Œuvres
Il a réalisé de nombreuses peintures (plus de 152), des sculptures de personnages en bois, ainsi que des gravures et des esquisses.

## Activités
Dans les années 1930, il a travaillé pour le journal "COSMO-KIN", hebdomadaire polyglotte dont le premier numéro date du dimanche 4 janvier 1931. Les responsables (leurs noms figurent sur la page de couverture du premier numéro) de cette publication sont M. DUBOIS et J. LAXENAIRE.

Gravures diffusées en hors texte de la revue COSMO-KIN
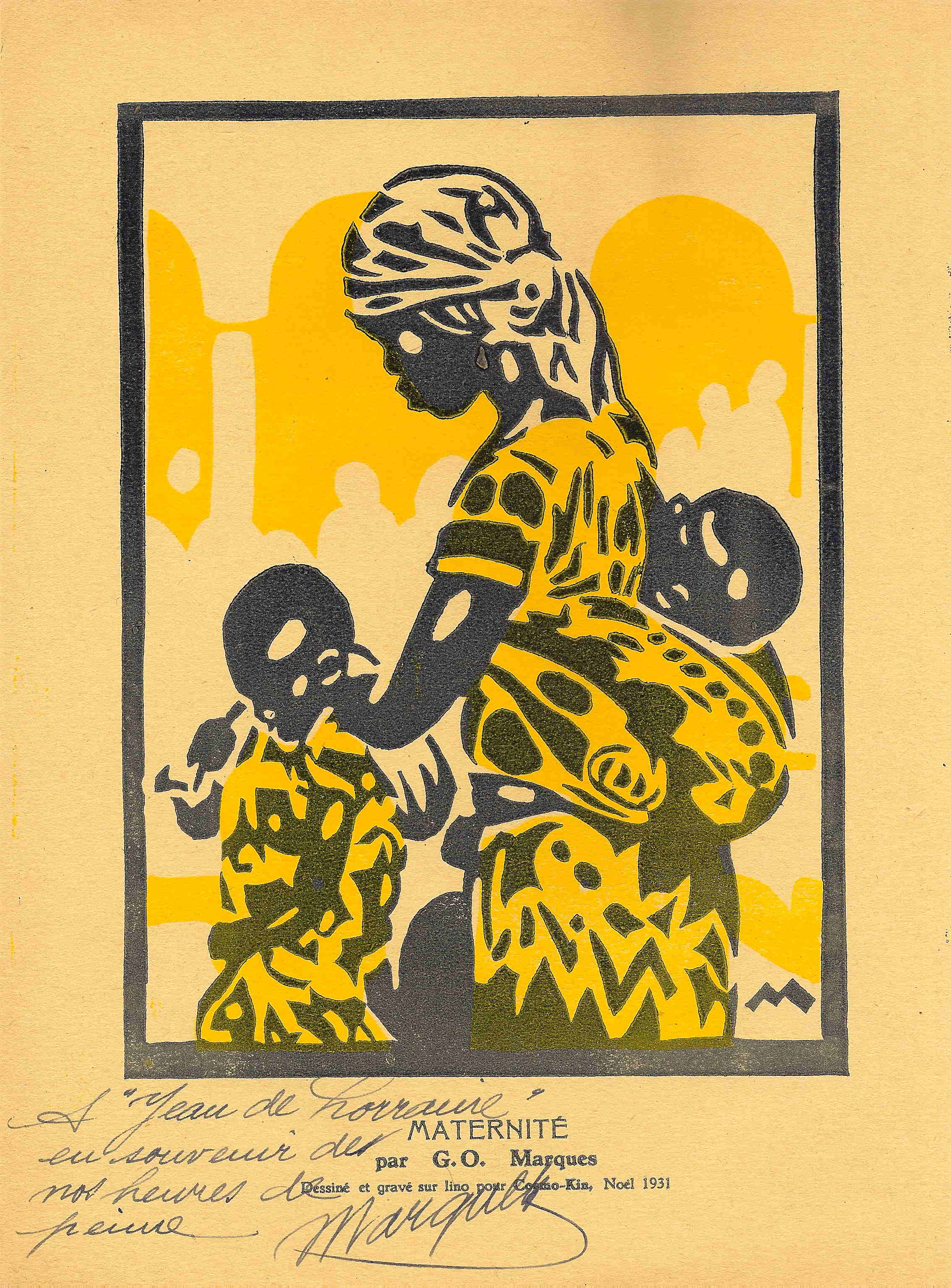
Gravure de G.O. MARQUES paru dans le périodique COSMO-KIN du 27 12 1931
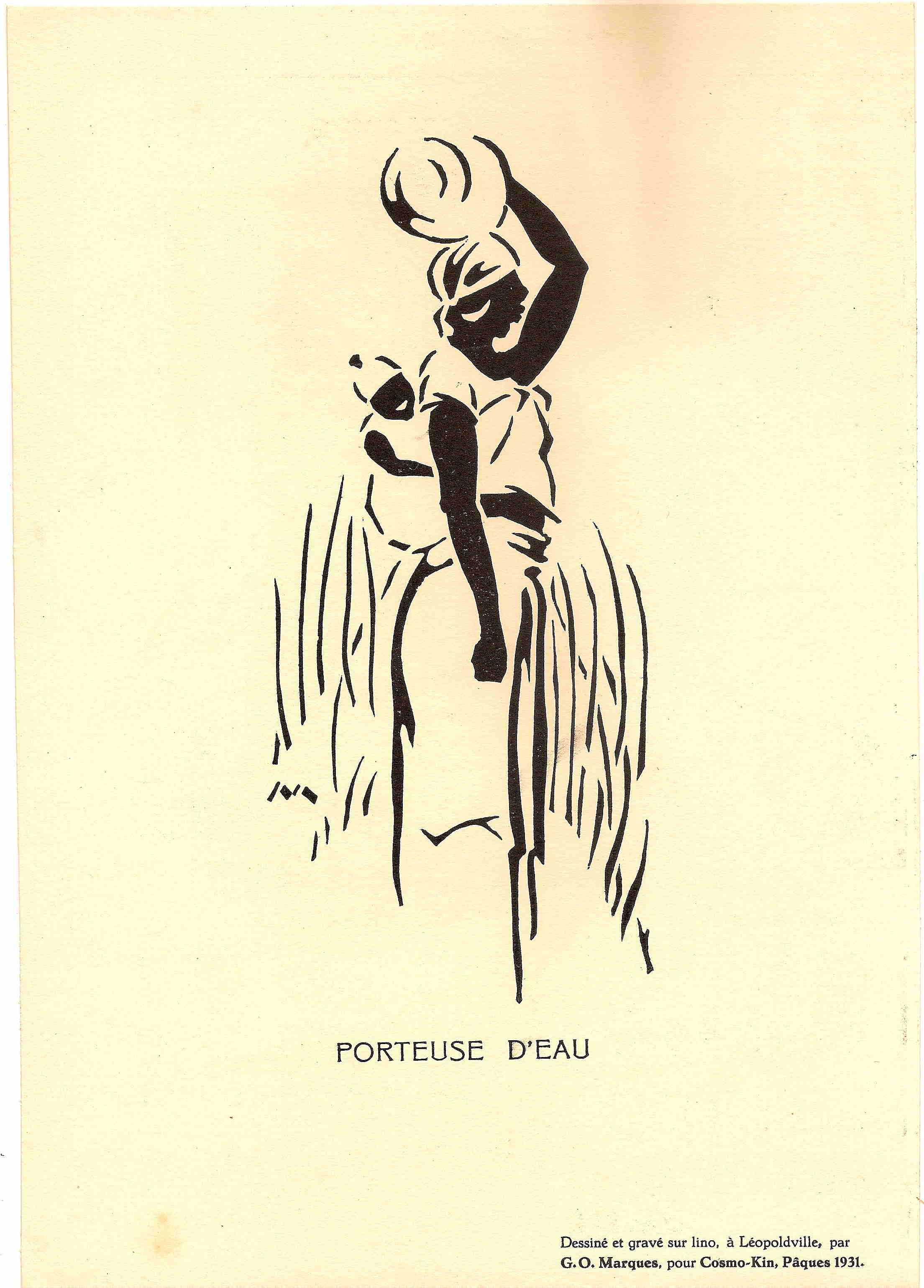
Gravure de G.O. MARQUES paru dans le périodique COSMO-KIN du 05 04 1931
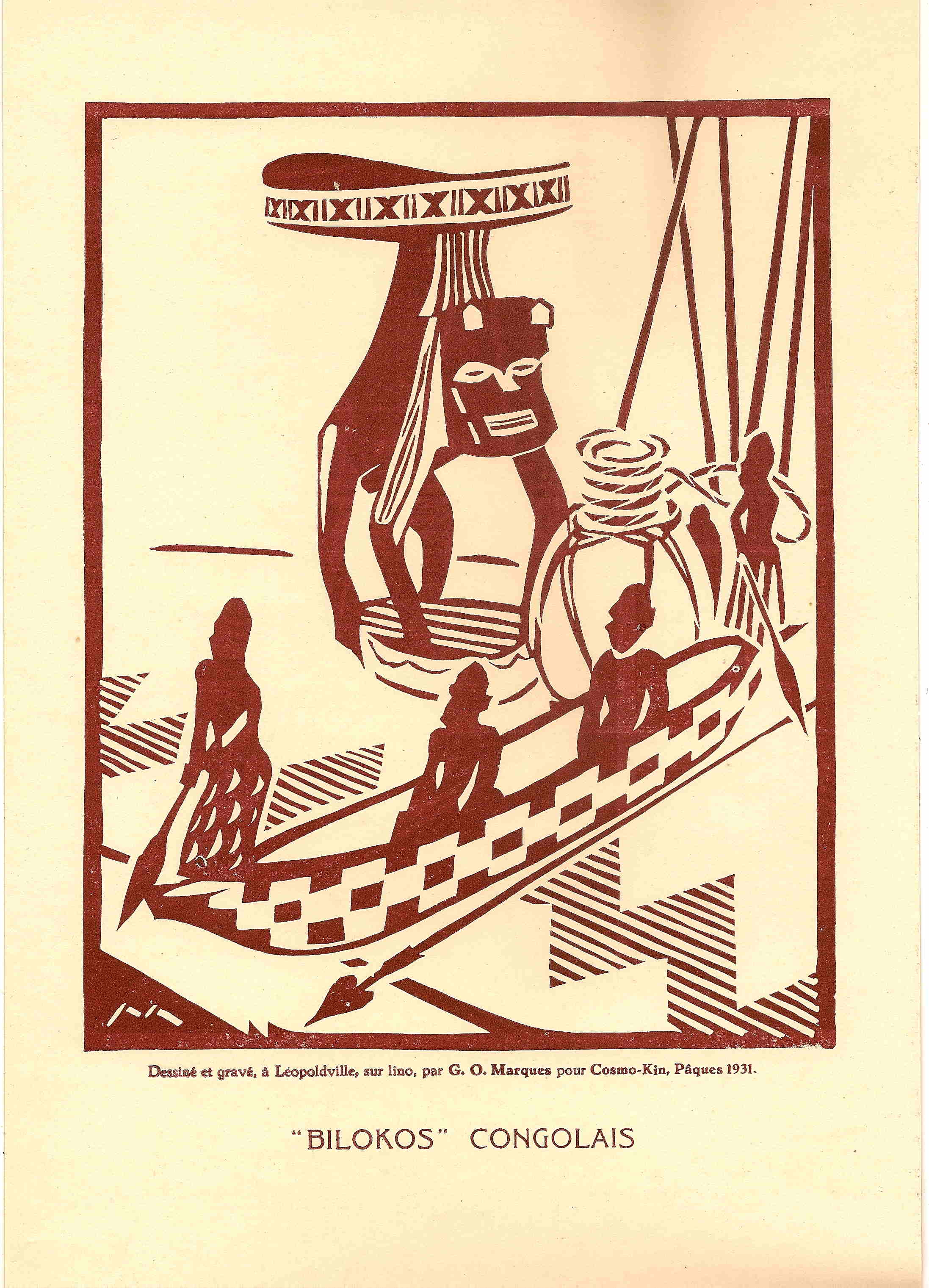
Gravure de G.O. MARQUES paru dans le périodique COSMO-KIN du 05 04 1931